# 네이선 오어 해치
네이선 오어 해치(Nathan Orr Hatch, 1946년 - )는 미국 종교사 학자이자 교수이다. 그는 가장 최근에 노스캐롤라이나주 윈스턴세일럼에 있는 웨이크 포레스트 대학교의 총장을 역임했으며 2005년 10월 20일에 공식적으로 취임했습니다. 웨이크 포레스트에 오기 전에 그는 노트르담 대학교의 교수였으며 나중에는 학장 겸 학장을 역임했다. 특히 18~19세기 미국 복음주의와 민주주의 문화의 관계를 분석한 저서로 유명하다.

## 학력
- Washington & Lee University(B.A.),
- Washington University in St. Louis(Ph.D.)

## 학문적 업적
그는 미국 복음주의를 단순히 교회 운동이 아니라 민주주의, 대중문화, 정치와 얽힌 대중 종교운동으로 분석했다. 그의 연구는 복음주의를‘엘리트 중심의 전통 교회'와 대조되는 풀뿌리 신앙운동으로 이해하게 하는데 기여했다. 그의 저서 'The Democratization of American Christianity (1989)'는 1800~1830년대 미국의 종교운동(특히 복음주의 부흥운동)이 어떻게 대중 참여, 평등, 반엘리트주의를 확산시켰는지를 분석하였다. 이 책은 미국 종교사 연구의 고전으로 평가받는다.

## 신학적 영향
그의 저서들은 미국 복음주의를 사회·정치사와 함께 읽는 방법론을 제시하였고, 민주주의와 복음주의의 상호작용에 대한 표준적 연구로 자리잡게 했다.
미국 종교사 학계에서 마크 놀(Mark Noll), 조지 마스든(George Marsden)과 함께 ‘노트르담 삼총사’로 불리며 복음주의 지성사 연구를 이
끌고 있다.

## 저서
- The Sacred Cause of liberty: Republican thought and the Millennium in Revolutionary New England (1977)
- The Gospel in America: Themes in the Story of America's evangelical (1979)
- The Bible in America: Essays in Cultural History (1982)
- The Democratization of American Christianity (1988)
- The Professions in American History (1988)
- Jonathan Edwards and the American Experience (1988)
- The Search for Christian America (1989)
- Methodism and the Shaping of American Culture (2001)
- The Gift of Transformative leaders (2024)

## 함께 보기
- 복음주의
- 마크 놀
- 조지 마즈든